# Pavlov (Klášterec nad Ohří)
Pavlov (německy Ahrendorf) je zaniklá vesnice v okrese Chomutov. Nacházela se asi 5,5 km severovýchodně od Klášterce nad Ohří v nadmořské výšce 430 m. Pavlov byl úředně zrušen v roce 1990 kvůli plánované výstavbě odkaliště popílku Elektrárny Prunéřov, ke které nakonec nedošlo. Po vesnici zůstalo katastrální území Pavlov u Vernéřova s rozlohou 2,78 km².

## Název
Původní název vesnice byl odvozen ze jména jejího lokátora, kadaňského měšťana Arna. V historických pramenech se jméno vesnice vyskytuje ve tvarech: arndorff (1431), u Orndorffu (1529), u Arnsdorffu (1540), pod Arndorffem (1543), Arndorff (1654), Ahrendorf a Arnsdorf (1787), Ahrendorf (1846, 1854 a 1923).

## Historie
První písemná zmínka o vesnici pochází z roku 1431. Patřila k přísečnickému panství, které tehdy vlastnil Aleš ze Šumburka. Po pánech ze Šumburka se majiteli stali hasištejnští Lobkovicové. V sedmnáctém století vesnice patřila spolu s mikulovickým kostelem ke klášterecké farnosti, které roku 1636 odvedla dávku devíti strychů a půl měřice žita. Po třicetileté válce ve vsi podle berní ruly žilo pět chalupníků a dva zahradníci. Dohromady obdělávali 47,2 strychu orné půdy a chovali devatenáct krav, čtrnáct jalovic, sedm prasat a devatenáct koz. Kromě toho jeden z chalupníků provozoval šenk, jeden byl kovář a jeden tkadlec.
Do devatenáctého století se vesnice značně rozrostla. Roku 1840 žilo ve čtyřiceti domech 222 obyvatel. Fungoval v ní bývalý panský poplužní dvůr a zájezdní hostinec. Děti navštěvovaly školu ve Hradišti. Po zrušení poddanství se Pavlov stal samostatnou obcí, kterou zůstal až do roku 1960, kdy byl připojen k Vernéřovu. Dne 1. ledna 1988 se obě vesnice staly součástí Klášterce nad Ohří a o dva roky později byl Pavlov na plenárním zasedání okresního národního výboru úředně zrušen.

## Obyvatelstvo
Při sčítání lidu v roce 1921 zde žilo 236 obyvatel (z toho 105 mužů), kteří byli německé národnosti a všichni patřili k římskokatolické církvi. Podle sčítání lidu z roku 1930 měla vesnice 235 obyvatel německé národnosti a kromě pěti lidí bez vyznání se ostatní hlásili k římskokatolického vyznání.
|           | 1869 | 1880 | 1890 | 1900 | 1910 | 1921 | 1930 | 1950 | 1961 | 1970 | 1980 |
| --------- | ---- | ---- | ---- | ---- | ---- | ---- | ---- | ---- | ---- | ---- | ---- |
| Obyvatelé | 253  | 271  | 240  | 228  | 229  | 236  | 235  | 100  | 99   | 93   | 83   |
| Domy      | 40   | 43   | 47   | 44   | 44   | 45   | 47   | 53   | .    | 28   | 24   |

## Galerie

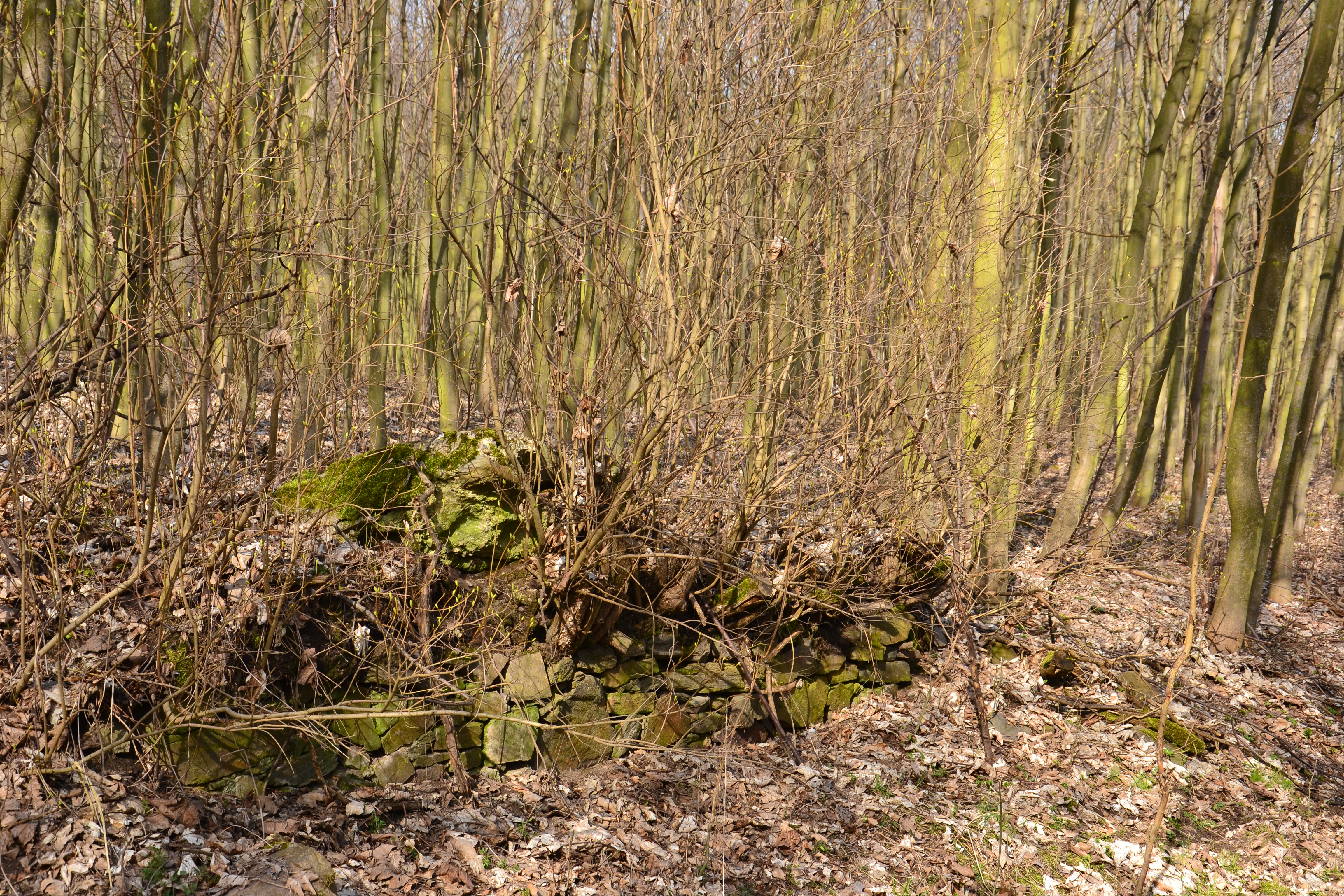
Zdivo v místech bývalého hostince
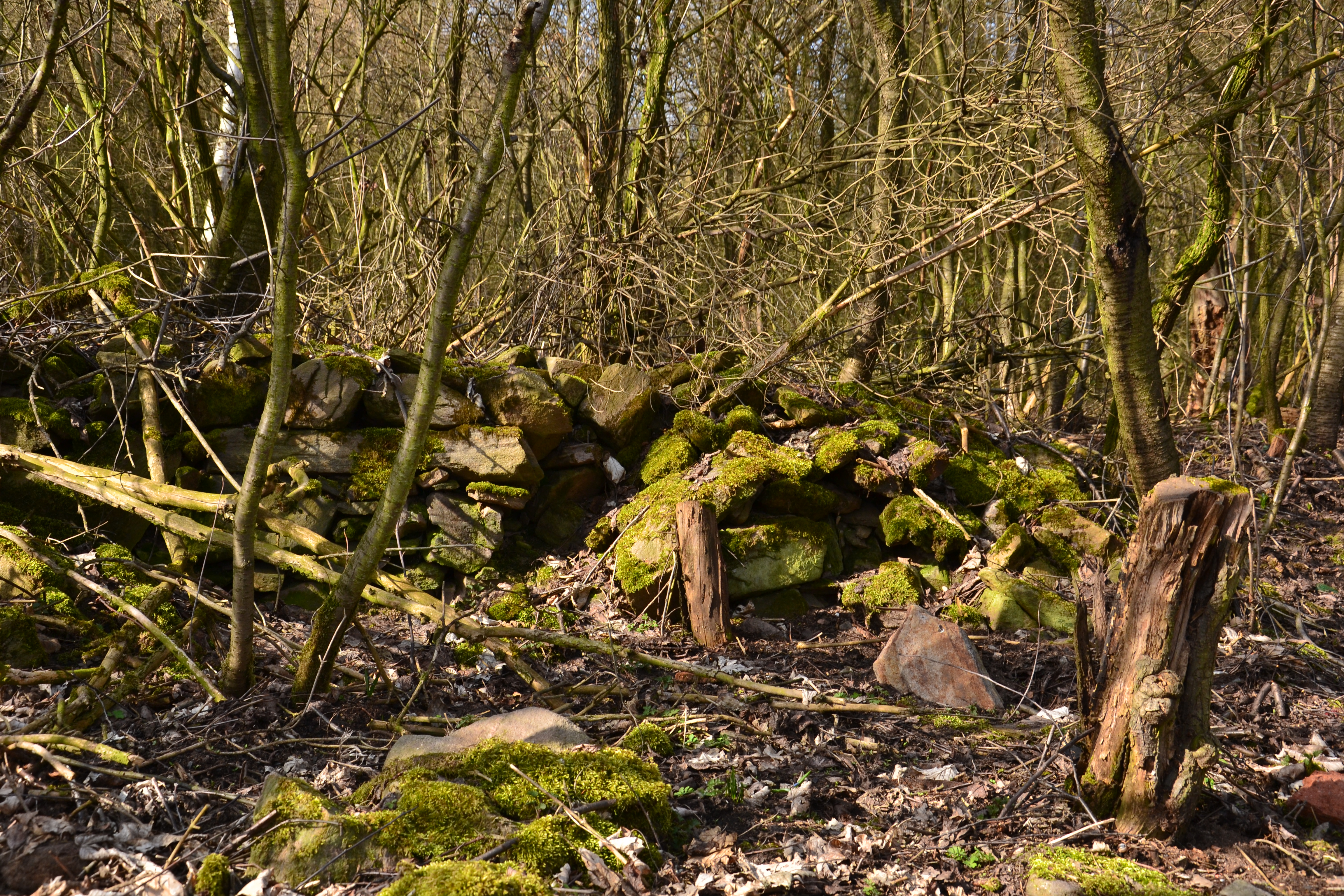
Fragment zdiva
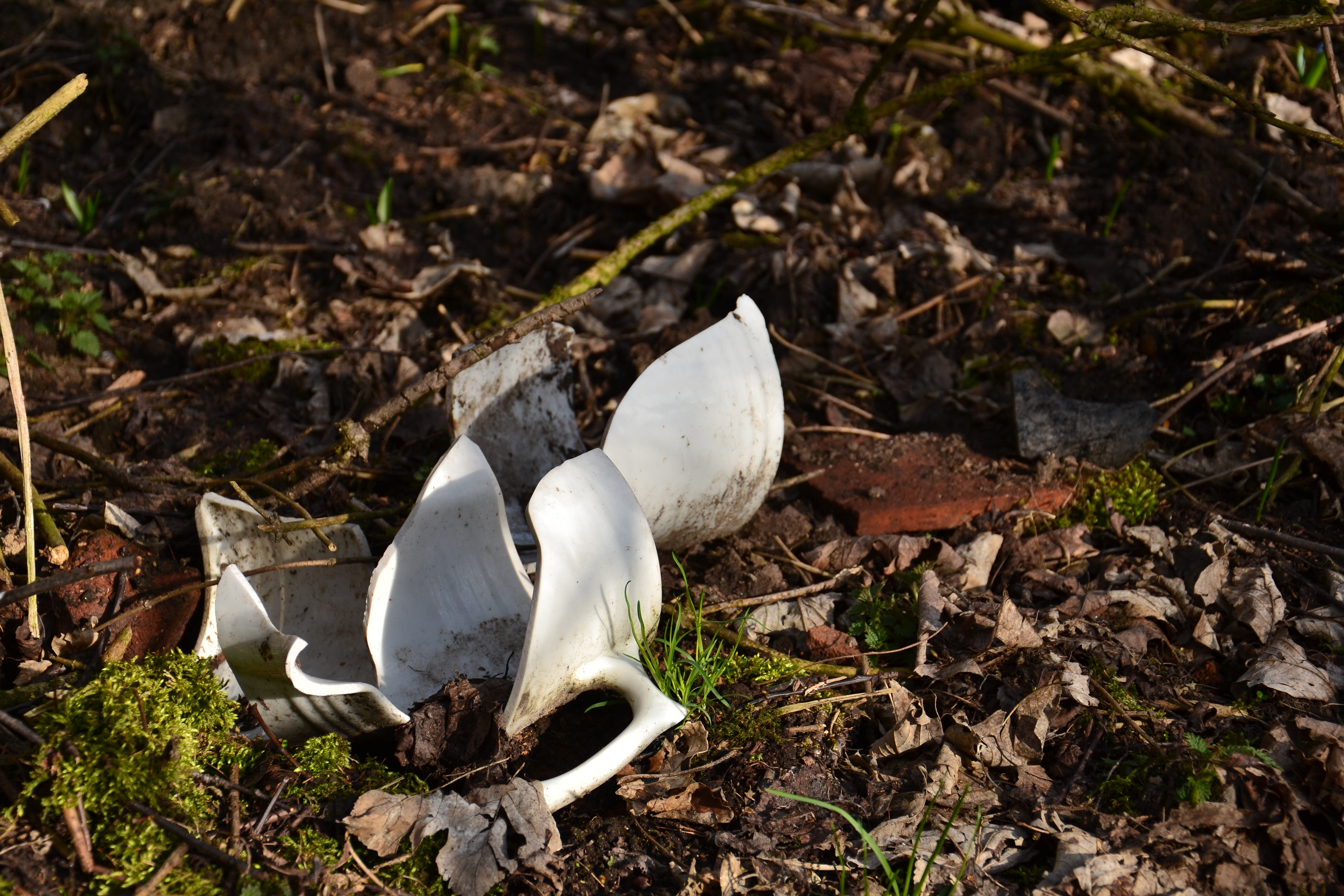
Rozbitý džbán